# Исаев, Магомед Мовлидович
Мамед Мовлидович Исаев (род. 20 июля 1984) — тренер по смешанным единоборствам, грэпплингу, кроссфиту, персональный тренер по бодибилдингу и фитнесу с диетологическим уклоном, видеоблогер, основатель канала «Pride Team» на You Tube.

## Биография
Родился в станице Орджоникидзевская Сунженского района Чечено-Ингушской АССР.
Учился в школе № 1 в селе Ачхой-Мартан Чеченской Республики.
В 2003 году поступил в Северо-Кавказский государственный институт искусств на режиссёрское отделение в городе Нальчик.
C 2005 по 2011 годы учился в Майкопский государственный технологический университет по специальности «Технолог сельскохозяйственного производства».
В 2011 году переехал в город Будапешт для улучшения своего мастерства в грэпплинге.
В 2013 году переехал в город Киев, продолжал заниматься грэпплингом и боксом.
В этом же году переехал в город Грозный, где продолжает тренировки под руководством тренера по BJJ Харсаева Эли Кыриевича, обладателя коричневого пояса по Бразильскому джиу-джитсу и тренера бойцовского клуба «Ахмат»
С 2014 года , совместно с Константином Пьянковым (до 2018г.), занимается развитием канала «Pride Team» на You Tube.

## Спортивные достижения
Мамед Исаев с 9 лет начал заниматься вольной борьбой и рукопашным боем. Успешно выступал на различных районных и республиканских соревнованиях.
- В 2004 году выиграл Кубок СНГ по армейскому рукопашному бою.
- В 2007 году получил звание Мастер спорта России по вольной борьбе.
- 2013 год — Чемпионом Мира по грэпплингу (Буд).
- 2013 год — Чемпион Мира по рукопашному бою (Харьков).
- 2013 год — синий пояс по BJJ (Грозный).
- В 2014 году получил Сертификат Представителя Всероссийской Федерации Грэпплинга[7] в Республике Адыгея (Майкоп).
- В 2015 году получил сертификат Судьи Международного класса по грэпплингу[8].
- В 2016 году прошёл курс CrossFit Level 1 Trainer Certificate[9].
- В 2016 году получил Диплом Персонального тренера по бодибилдингу и фитнесу с диетологическим уклоном (Центр подготовки профессионалов фитнеса «Олимп», Москва)[10].

## Канал «Pride Team»
Целевая аудитория канала «Pride Team» — люди, интересующиеся единоборствами, кроссфитом, тренировками в тренажерном зале, уличным воркаутом, ведущие здоровый образ жизни и придерживающиеся правильного питания.
«Pride Team Channel» был основан 23 ноября 2014 года совместно с Константином Пьянковым («Pride Media»), который являлся оператором всех съемок видео до 2018г.
Канал динамично развивается в связи с тем, что Мамед Исаев пропагандирует совмещение различных тренировок и направлений в спорте, тем самым каждый человек, который ведет здоровый образ жизни или задумывается о том, с чего начать, может найти для себя полезную информацию. Также многим будет интересно смотреть совместные видео тренировок и интервью с профессиональными спортсменами из различных видов спорта.
Мамед Исаев также снимает мотивирующие видеоблоги и отвечает на вопрос подписчиков в Инстаграм.